# Мифологизация истории
Мифологизация истории — процесс создания ненаучной версии прошлого, основу которой составляет структура мифа, включающая такие представления, как «золотой век», культуртрегерская и миссионерская роли, которую выполняли предки этноса или группы; враги, присвоившие все достижения и территорию, которая в прошлом была значительно шире; возврат к «славной старине». Историческое сознание в рамках исторического мифа представлено, как правило, в искажённой форме, конкретные знания и интерпретации исторических процессов, событий, явлений и фактов прошлого передаются при помощи образов, символов, преданий, легенд и других эмоционально-психологических, иррациональных, интуитивных компонентов, которые сочетаются с тенденциозными элементами логико-рационального объяснения. Мифологизация истории не совпадает с понятиями псевдоистория и «фальсификация истории», претендующими на научность, но не являющиеся научными идеями и концепциями на историческую тематику.
Основой для мифологизации истории служит примордиалистский подход к пониманию этничности. Формами существования мифологизированной истории являются «память» о прошлом, изобретение традиции и стереотипы, включая этностереотипы. В качестве источников выступают научные гипотезы, часто отобранные с целью подтверждения представлений национального сознания; устаревшие, не нашедших подтверждений гипотезы; сфабрикованные источники. Национальная история рассматривается как миф, мифологическая история или «большой нарратив», который обслуживает интересы правящей верхушки или доминирующего большинства.
Причинами мифологизации истории могут быть индивидуальные амбиции, обоснование претензий на самоопределение, государственность, легитимация правящего режима и др. Задачей чаще всего является не установление реальной истории, а конструирование исторического мифа, способного вдохновить массы и преодолеть кризис. Групповое прошлое составляет существенный элемент групповой идентификации. Массовые представления о событиях прошлого могут становиться причинами интеграции и дезинтеграции социума и нации.

## Причины и функции
Проблемы мифотворчества и фальсификации, являясь понятиями разного порядкового уровня, однако, в большей или меньшей степени присутствуют в истории любого народа и государства. Современные идеологические мифы являются наиболее актуальными и вызывают острые споры, часто совмещающиеся с фальсификациями, в то время как мифы, связанные с древней историей, составляют неотъемлемую часть общенародного сознания, и существуют вопреки научным опровержениям, которые чаще всего воспринимаются обществом негативно или безразлично.
Народная память, имеющая отражение в преданиях и эпосе, является одним из источников для создания «высокой», государственной исторической мифологии. Мифологизированная история в определённой политической ситуации, в том числе при авторитарном режиме, принимает характер официальной истории, ставящей целью легитимизировать власть правителя, династии и др. Мифологизация истории ведёт к межгосударственным, межэтническим, этноконфессиональным конфликтам и территориальным спорам. Результатами её воздействия на массовое сознание являются мифологизированное историческое самосознание, ксенофобия и подавление научной истории. В отличие от мифологизированной истории, историческая наука в силу своей объективности не всегда способна справиться с политическими задачами, интеграцией или дезинтеграцией и др.
В процессе модернизации, глобализации и экономической интеграции культура унифицируется, и многими народами утрачиваются традиции и сложившийся уклад или даже язык, основные элементы этнической идентификации. Главным и часто единственным условием поддержания этнической идентичности остаётся мифологическая сфера — нарративы о великих предках и их деяниях.
Нарратив о коллективной личности-нации в той или иной мере основывается на иррациональных установках массового сознания. Французский историк Пьер Hopa писал, что национальная история это «практически мифологическая история». «Принцип её и динамизм состояли в том, чтобы выбирать из прошлого только те факты, которые объясняют развитие „нации“». Национальные истории характеризуются тенденциозностью и ангажированностью уже начиная с вопроса о происхождении нации. Такая версия конструирует для народа древнюю историю, включая в свой нарратив в числе прочего и мифы. Конструирование «начала» этноса часто основано на теориях его особого происхождения. Поиск этнических «корней» проводится на некоторой территории или с опорой на этническую истории. Во всех случаях авторы стремятся к максимальному удлинению исторического прошлого, в связи с тем, что длительное время существования народа воспринимается в качестве свидетельства его достоинства.
Националисты конструируют такое прошлое, которое служит их целям, включая притязание на государство или территорию‚ «свою» или «чужую», политическое доминирование и культурный капитал. Темпоральные представления национализма связаны с конкретными национальными задача и могут почти полностью определяться текущими политическими задачами или предполагаемым идеальным будущим, однако во всех случаях прошлое остаётся наиболее важным фактором формирования национальной идентичности и политической активизации.
Авторы мифологизированной истории (мифотворцы) рассматриваются в качестве «мобилизаторов этничности». Умышленно или нет они способствуют росту интереса к прошлому, и в эпоху борьбы за независимость и образования государства способствуют пробуждению национального самосознания. В рамках этнополитики авторы апеллируют к древнейшей истории государственности этноса, а чаще конструируют её, с целью опоры на исторический прецедент, в их представлении легитимирущий претензии на самоопределение или государственность и мотивации масс для достижения этих целей. Мифологизация истории представляет собой как «конструктивное» действие, так и «инструментальное» — использование истории как инструмента, в первую очередь для политических целей.
Мифологизация истории определена архаическим архетипом — «правом первого захвата». Это представление определяет стремление найти свидетельства наиболее древней истории этноса. Мифологизированная история может играть роль опоры нации и государства. Забвение реальной истории или заблуждения могут стать одним из главных факторов формирования нации, тогда как, по словам Эрнеста Ренана, «прогресс исторических исследований часто представляет опасность для национальности». Мифологизированная история играет роль в создании этничности.
Мифологизированная история имеет значение и при создании национального государства. Согласно британскому историку Эрику Хобсбауму, «вполне очевидно, сколь привлекательной — ввиду потенциального воздействия на массы — может быть традиция государственности для современного национализма, цель которого — становление нации в форме территориального государства. Это заставляло некоторые из национальных движений выходить далеко за пределы реальной исторической памяти своих народов, дабы отыскать в прошлом подобающее (и подобающим образом внушительное) национальное государство». Опорой для фундаментализма служат «ценности», восходящие к ранней «сакральной» истории, часто понимаемой как «изначальная», «чистая». Мифологизация истории достигает пика при создании нации и государства, поскольку новая общность требует легитимации. В старых государствах мифологизированная история направлена на укрепление лояльности и идентичности граждан («ежедневный плебисцит»). Мифологизированная история может использоваться в целях поднять статус
отдельных лиц или различных групп.
Мифологизированная история может создавать «образ врага» и приводить к нарушению стабильности межэтнических и межконфессиональных отношений. Мифологизированная история играет существенную роль в международных отношениях. Национальная версия истории одной страны способна вызвать резонанс в другой, чья национальная история оказывается затронутой. Мифологизированная история этноса, в том числе и диаспоры может угрожать его национальной безопасности государства. Этногенетические мифы возрождают архетипы, способствующие обострению межэтнических отношений. В них отражена мифологическая модель мира, основу которой составляет бинарная оппозиция «мы-они», «своё-чужое», где «своему» присваивается наиболее высокий семиотический статус, тогда как «чужое» представлено его противоположностью. В результате этой оппозиции взаимоотношения автохтонного населения и позднее пришедших на данную территорию групп изображается как неизбежный конфликт.
Русская историческая традиция, исключая евразийцев, изображает золотоордынский период своей истории только в негативном свете. Кочевники, согласно этой мифологии только разрушали государства и цивилизации и не создавали заслуживающих внимания культурных ценностей, и борьба русских с «дикими разрушителями» представлена героическом деянием, спасшим цивилизации.
Миф, акцентирующий внимание на местных предках, превознося их прошлое, направлен на преодоление «комплекса неполноценности», возникающего у представителей национального романтизма и национализма в результате знакомства с более древней и изображённой как более насыщенная героическими событиями историей ряда других народов, в том числе античных. Разные мыслители независимо друг от друга делали негативные высказывания, что в школах или гимназиях им пришлось в деталях изучать историю известных древних народов в ущерб истории «своих» предков. В начале 1790-х годов Николай Карамзин в поэме «Илья Муромец» писал: «Мы не греки и не римляне; мы не верим их преданиям… Нам другие сказки надобны; мы Другие сказки слышали от своих покойных матушек».
Познавательных функций мифологизированная история не выполняет по причине своей антинаучности.

## Формы
Виды «памяти» о прошлом как массовых представлений о нём являются формами существования мифологизированной истории. Коллективная память включает только сведения о событиях, имеющих большое ценностное значение для конкретного общества. Индивидуальная и историческая память включают символы, мифологизированные версии наиболее важных исторических событий, частично этнические стереотипы и автостереотипы. Коллективная память компактно проживающих этнических меньшинств включает три группы мифологизированных представлений: о «золотом веке», о событиях включения в состав полиэтнического гoсударства и о совместной истории.
Реинтерпретация и фальсификация истории является важной составляющей частью любого национализма. Исторические мифы национализма включают миф об исключительной древности этноса, миф об автохтонности и древней империи, территориальные притязания и игнорирование иностранных влияний. Националистическая историография обычно стремятся доказать автохтонность «своего» этноса, «извечное» присутствие этого народа на современной территории. Эти претензии нередко выступают в противоречие с другой тенденцией национализма — идеей, что народ в древности владел масштабными территориями и обладал огромной империей.

## Соотношение с мифом и историей
Как история, так и миф представляют собой рассказ, в первом случае условно достоверный рассказом, в случае с мифом — с вымышленный или «ложный и некритичный». Эти «ложные и некритичные» рассказы или представления включены в общественное сознание, а иногда их практически невозможно отделить от массы критичного знания.
В мифологизированной истории, как и в мифе, этнос возводится к «началу времён» и изображается культуртрегером. Подобно мифу мифологизированная история является цикличной, но в отличие от мифа она мимикрирует под историю, стремясь использовать сведения о реальных событиях и личностях, включая, однако, их в мифологическое повествование. Как и миф, мифологизированная история основывается на вере, тогда как история является открытой для дискуссий.
Мифологизированная история стремится потеснить историческую науку на традиционном для неё поле, по причине чего присутствует в тех же сферах, что и история, предпринимает попытки выполнять те же функции в области конструирования нации и государства, в пространстве внутренней политики, международных отношений, национальной безопасности и в образовании. Мифологизированная история адресована населению, тогда как научные работы предназначены для узкой аудитории. Имея большую аудиторию, она имеет и большее влияние. В ходе соперничества массовое сознание и образование с исторической наукой мифологизированная история чаще всего выигрывает. Средствами распространения мифологизированной истории являются СМИ, художественная литература и школьное образование.
Понятия исторического мифа и исторической фальсификации в общественном сознании часто не разделяются, но эти явления не являются тождественными. Миф представляет собой не соответствующий действительности рассказ о событиях прошлого, настоящего или будущего, который возник естественным образом и стал неотъемлемой частью массового сознания. Фальсификация истории, в отличие от исторического мифа, является умышленным искажением исторических фактов или созданием вымышленных «исторических фактов» и осуществляется конкретными лицами с политическими, идеологическими, религиозными или другими целями, преследующими текущие личные или групповые интересы. Мотивацией для фальсификации истории, как правило, является дискредитация или, напротив, «улучшение» реальной истории. Фальсификация может иметь в своей основе популярную историческую мифологию или, напротив, порождать последнюю — особенно в кризисные периоды, когда возникает или искусственно формируется общественный запрос на пересмотр истории.

## Методы
Большинство авторов мифологизированной истории (мифотворцев) не являются специалистами в области исторических наук. По причинам отсутствия специальных навыков и наличия научных целей авторы мифологизированной истории (мифотворцы) не различают «источник», «исследование» и опус, составленный дилетантом. Методы «работы» этих авторов включают использование неполноты данных о прошлом, умалчивание неподходящих фактов, аналогии, выборочное использование источников. Распространенным является метод, при котором все явления древности объясняются реалиями собственной истории и своим личным опытом.
В этих мифологизированных версиях прошлого, события, воспринимаемые как «позорные», исключаются, вклад же «своего» народа представляется преувеличенным.
Задачей мифа является объяснение членам группы её судьбы и причин «временных неудач». Предполагается, что изобретённый элитой миф будет воспринят членами группы как свой, кровный. Этот миф предполагает амнезию и выборку: группа должна предать забвению «неудобные» факты с целью закрепления версий, которые открывают более необходимые перспективы. Согласно исследованиям в рамках имагологии, сплочение группы более всего способен обеспечить образ врага, который по этой причине становится необходимой составляющей этноцентристского мифа и всегда имплицитно или эксплицитно формируется региональными версиями истории. Горцы могут противопоставляться жителям равнин, оседлые народы — кочевникам, коренные жители — переселенцам, представители одних религий — другим. Миф может моделировать образ на основе образа соперника, но с обратным знаком.

## Развитие
Исторический миф происходит от космогонических и антропогонических мифов — о происхождении и разрушении Вселенной и о происхождении человека. Считается, что исторический миф восходит к классическому, архаическому мифу. Исторические мифы возникают уже в начале существования самой истории как рассказа о прошлом. Периодизация исторической мифологии этап традиционного мифа, эпоса, предания; их интерпретацию в рамках государственной идеологии и выстраивание идеологических мифологем; современную историческую мифологию, отражением которой являются идейные конструкты, лозунги и произвольные интерпретации истории в средствах массовой информации.
В качестве варианта мифологизированной истории может рассматриваться этногенетический миф. Однако в отличие от последней, он создавался народом в период, когда научные знания о природе и человеке ещё отсутствовали, служил для объяснения происхождения «своего» этноса и соседних народов, получения территории и взаимоотношения с другими народами. Мифологизированная история создаётся конкретным человеком или группой интеллектуалов; служит для объяснения тех же процессов и явлений; не опирается на научные данные, а, напротив, опровергает их, для чего нередко применяет теорию заговора.
Любой народ, признающий Священное писание, имел возможность возводить свои корни к глубокой древности — ко временам разделения «языков» (народов) при строительстве Вавилонской башни, однако немногие народы Европы могли напрямую увязывать свою историю с Ближним Востоком. Они могли считать себя потомками сыновей Ноя, но при посредстве специальных учёных генеалогий. Такая генеалогия в отношении славян представлена в древнерусской «Повести временных лет». Князь Владимир Святославич мог сопоставляться в «Повести временных лет» с Константином Великим и библейским Соломоном, но его род не возводился к римскому императору или к библейскому царю. Отсутствие Руси в древней истории путём древнерусской христианской экзегезы становилось особым достоинством «нового народа», что отражено в «Слове о законе и благодати» и «Повести временных лет». Мифологизация происхождения первых правителей через обращение к дохристианским мифам в ранней русской летописной традиции отсутствовала. Ситуация меняется в период становления московской централизованной власти. Новые генеалогии, которые создавались для монархических династий, при их кажущейся примитивности, отражали новый подход к истории. По выражению А. М. Панченко, «если прежде история определяла судьбу человека», то в канун Нового времени «человек предъявил свои права на историю, попытался овладеть ею».
Французская культура и политика сформировала ряд исторических мифов, получивших распространение в Европе, как в Средневековье («Орлеанская дева»), так и в Нового и Новейшее время, включая мифы о взятии Бастилии, о Наполеоне,
мифологию общенационального Сопротивления периода Второй мировой войны и др.
По мнению британского политолога и социолога Бенедикта Андерсона, «печатный капитализм» придал языку новую фиксированность, что в итоге способствовало созданию образа древности, имеющего основное значение для представлений о нации.
Образование национальных государств в XVIII и в особенности в XIX веке сопровождалось активным формированием национально-государственной символики, включая гимны, флаги, монументы, «места памяти», праздники, различных церемонии и ритуалы. В ходе этого процесса «изобретения традиций» в числе прочего были задействованы этнические элементы — фольклор, народные музыка, обряды, одежда. Нередко использовались маргинальные или почти забытые этнокультурные символы; они могли «изобретаться» заново.
Две концепции нации, этнокультурная и государственная, соответствуют двум типам национальной идеологии, в рамках которых различно соотносятся представления о прошлом, настоящем и будущем. В случае отсутствия национального государства (Германия, Италия) националистами из мифов прошлого и представлений о будущем конструировалось идеальное отечество, которое предполагалось построить в будущем. Если национальное государство уже существовало (Франция, США), формировалась менее мифологизированная история, которое, однако, в большей степени наполнялось политическими символами и ценностями и связывалось с политической историей. В последнем случае значительную роль играло конструирование прошлого, которое связывалось с доминантой настоящего, а также господствующими идеями и институтами, включая свободу, демократию, индустриализм, парламентаризм и др.
В советский период историческая наука испытала существенное воздействие коммунистической идеологии, что привело к ситуации, когда освещение многих явлений приобрело мифологизированный характер.

## Изучение
Мифологизированная история может быть одним объектом изучения философии истории и социально-культурной антропологии.
Один из основателей школы «Анналов» Марк Блок, обращал внимание на проблему достоверности древних исторических источников и их использования для достижения вненаучных целей.
Наиболее частыми объектами мифологизации являются этничность и этнополитические процессы, в понимании которых существуют концептуально противоположные подходы — примордиалистский и конструктивистский. В рамках примордиализма предполагается извечное существование этничности и этноса; примордиализм служит основой для мифологизации истории. Конструктивизм предполагает изменчивую, ситуативную и субъективную природу этничности. Изучение мифологизации этнополитических процессов предполагается с конструктивистских позиций. В рамках конструктивизма этничность рассматривается как результат социального конструирования воображаемой общности, основанной на вере в существование естественной и природной связи, единого типа культуры, и мифе об обладании общности происхождения и общей историей.
Конструктивисты Эрнест Геллнер, Б. Андерсон, Эрик Хобсбаум и др. применяли идеи конструктивизма в том числе для изучения роли мифологизированной истории и «изобретённой традиции» в становлении наций и государств. В их работах показано избирательное использование в политических целях существовавших до этого культур, которые чаще всего радикально трансформируются. Геллнер отмечал: «Мёртвые языки могут быть оживлены, традиции изобретены, вполне фиктивная первоначальная чистота нравов восстановлена» (1983).
В постсоветских странах к изучению феномена мифологизированной истории одними из первых обратились российские историки В. Н. Шнирельман, И. М. Савельева и А. В. Полетаев.